# Герб Тлумацького району
Герб Тлумацького району — офіційний символ Тлумацького району, затверджений 30 травня 2001 р. рішенням сесії районної ради.

## Опис
На лазуровому полі над золотою базою, розділеною срібною хвилястою балкою, золотий ангел із срібними крилами, золотою сурмою у лівій руці та лавровим вінком у правій. Щит обрамлено золотим декоративним картушем з дубового листя та колосся пшениці, увінчаним лазуровою тризубною короною із золотим хрестом і золотою семипроменевою зіркою. Внизу картуша золота розкрита книга.